# Hibiscus floccosus
Hibiscus floccosus är en malvaväxtart som beskrevs av Maxwell Tylden Masters. Hibiscus floccosus ingår i Hibiskussläktet som ingår i familjen malvaväxter. Inga underarter finns listade i Catalogue of Life.